# Independente Atlético Clube
Maillots
L'Independente Atlético Clube, également connu sous le nom d'Independente Tucuruí, est un club brésilien de football fondé en 1972 et basé dans la ville de Tucuruí, dans l'État du Pará.
Le club joue ses matchs à domicile au Stade municipal Antônio Dias, et joue actuellement dans le championnat du Pará.
Il est la section football du club omnisports du même nom.

## Histoire
Le club est fondé le 28 novembre 1972 en tant que club omnisports par Francisco Marques Bastos.

### Rivalité
L'Independente Tucuruí entretient une rivalité avec une équipe de la ville de Marabá, à savoir le Águia de Marabá. Le match entre les deux équipes est appelé le « Clásico Agui-Indep » ou le « Clásico de Carajás ».

## Stades
Depuis 2009, le club joue ses matchs à domicile au Stade municipal Antônio Dias, surnommé le Navegantão et doté de 8 000 places.

## Palmarès
| Compétitions nationales                                                                                                  |
| --- |
| - Championnat du Pará (1) : - Champion : 2011. - Vice-champion : 2019. - Championnat du Pará D2 (1) : - Champion : 2009. |

## Personnalités du club

### Présidents du club
- Deley Santos
- Zé Dudu

### Entraîneurs du club
| - Júnior Amorim - Charles Guerreiro | - Lecheva - Sinomar Naves |